# Де Флориан, Джулио
Джулио Де Флориан (итал. Giulio De Florian; 13 января 1936, Циано-Фиемме, Трентино-Альто-Адидже — 17 февраля 2010, Циано-Фиемме, Трентино-Альто-Адидже) — итальянский лыжник, двукратный призёр чемпионатов мира. 
На Олимпийских играх 1960 года в Скво-Вэлли был 14-м в гонке на 15 км, 11-м в гонке на 30 км и 5-м в эстафете.
На Олимпиаде-1964 в Инсбруке показал следующие результаты, 15 км - 18-е место, эстафета - 5-е место.
На Олимпиаде-1968 в Гренобле занял 15-е место в гонке на 15 км, 5-е место в гонке на 30 км и 6-е место в эстафете.
На чемпионатах мира завоевал две бронзовые медали, на чемпионате мира 1962 года в Закопане в гонке на 30 км, и на чемпионате мира-1966 в Осло в эстафетной гонке. 